# Blues Traveler (album)
Blues Traveler è il primo ed eponimo album in studio del gruppo musicale statunitense Blues Traveler, pubblicato nel 1990.

## Tracce
1. But Anyway (Chan Kinchla, John Popper) – 4:10
2. Gina (Kinchla, Popper) – 4:03
3. Mulling It Over (Kinchla, Popper) – 3:43
4. 100 Years (Popper) – 3:43
5. Dropping Some NYC (Kinchla, Popper, Bobby Sheehan) – 3:19
6. Crystal Flame (Kinchla, Popper) – 9:39
7. Slow Change (Kinchla, Popper) – 4:54
8. Warmer Days (Popper) – 4:55
9. Gotta Get Mean (Brendan Hill, Kinchla, Popper) – 3:49
10. Alone (Popper) – 7:33
11. Sweet Talking Hippie (Hill, Kinchla, Popper, Sheehan) – 6:22